# Mauro Paz
Mauro Paz (Porto Alegre, 1981) é um escritor brasileiro. Desde 2009, vive em São Paulo. É autor dos livros Por Razões Desconhecidas (IELRS), finalista do Prêmio SESC de 2012; São Paulo – CidadExpressa (Editora Patuá); e Entre Lembrar e Esquecer (Editora Patuá) finalista do Prêmio São Paulo de Literatura 2018. Em 2020, organizou a antologia Contos de Quarentena, que reúne alguns dos principais contistas da literatura brasileira contemporânea.

## Biografia
Mauro Paz é escritor, publicitário e roteirista. Licenciado em Letras - Português e Literaturas da Língua Portuguesa. Cursou a Oficina de Escrita Criativa de Luiz Antonio de Assis Brasil, pelo programa de pós-graduação da PUC-RS. Assim, como participou de oficinas de escrita com Charles Kiefer e o dramaturgo Ivo Bender. Estudou cinema na Academia Internacional de Cinema (SP) e Criação Publicitária na ESPM.
Em 2011, o primeiro livro de contos de Paz, Por Razões Desconhecidas (IEL-RS), foi finalista do Prêmio SESC de Literatura e, posteriormente, contemplado pelo edital Originais, do Instituto Estadual do Livro do RS. Em 2014, lançou o livro de contos São Paulo - CidadExpressa (Editora Patuá), escrito em parceria com Tiago Morales. Em 2017, foi a vez de lançar o romance Entre Lembrar e Esquecer (Editora Patuá). O romance foi finalista do Prêmio São Paulo de Literatura 2018, como melhor romance de estreia de autor até 40 anos.
Para o cinema, Paz adaptou seus contos Parceiros (2014), dirigido por Rodrigo Zanchini; Bandido Bom (2018), dirigido por Andre Novis; e A Primeira Vez de Ana Katamura, dirigido pelo próprio autor.
Mauro também desenvolveu trabalhos experimentais de literatura na internet, como a novela Desfocado (2006) objeto de estudo nos trabalhos de doutorado de Marcelo Spalding e Paula Mastroberti. Em 2014, criou o projeto #Instacontos, no qual mistura fotografia e mini-narrativas. Ministra oficinas sobre a formas de trabalhar #Instacontos em sala de aula em diversas escolas e no Instituto Singularidades.
Participou de diversas antologias de contos, com destaque para Novos Contos Imperdíveis (Editora Nova Prova), Desamordaçados (Editora Libretos), Festshrift Para Assis Brasil (Editora Bestiário) que reúne alguns dos principais nomes que passaram pela Oficina durante os mais de 30 anos de existência. Em 2019, participou da antologia Contos Brutos: 33 textos contra o autoritarismo (Editora Reformatório). Lançada na programação paralela da FLIP 2019, a antologia foi citada pelo jornal Estadão como um dos lançamentos mais interessantes da Festa Literária de Parati.
Em 2020, Mauro Paz organizou a antologia Contos de Quarentena (Independente). A antologia criada durante a pandemia de COVID-19 teve distribuição gratuita na Revista Vício Velho e Amazon. O principal objetivo do livro era levar alguns dos principais contista brasileiros contemporâneos para a casa da população em quarentena. Participam do livro Ana Squilanti, Camilla Loreta, Camilo Gomide, Débora Ferraz, Eltânia André, Gabriela Silva, Gustavo Melo Czekster,  Helena Terra, Henrique Balbi, Jeferson Tenório, Jessica Cardin, Marcelo Ariel, Marcelo Conde, Marcos Vinícius Almeida, Maria Fernanda Elias Maglio, Mariana Salomão Carrara, Mauro Paz, Mayara Floss, Natalia Timerman, Rodrigo Novaes de Almeida, Rodrigo Tavares, Ronaldo Cagiano, Tiago Germano, Tobias Carvalho, Vera Saad e Walther Moreira Santo.

## Lista de Obras

### Romances
- 2017 - Entre Lembrar e Esquecer

### Contos
- 2015 - São Paulo - CidadExpressa
- 2012 - Por Razões Desconhecidas

### Antologias
- 2020 - Contos de Quarentena
- 2019 - Revista Gueto
- 2019 - Contos Brutos
- 2018 - Festshrift Para Assis Brasil
- 2009 - Desamordaçados
- 2007 - Novos Contos Imperdíveis